# Cephrenes
Cephrenes is een geslacht van vlinders van de familie dikkopjes (Hesperiidae), uit de onderfamilie Hesperiinae.

## Soorten
- C. augiades (Felder, 1860)
- C. carna Evans, 1934
- C. chrysozona (Pplötz, 1883)
- C. moseleyi (Butler, 1884)
- C. trichopepla (Lower, 1908)